# The Dragon Lives Again
The Dragon Lives Again (李三腳威震地獄門; lit. El poder de Lee Tres Cames sacseja les portes de l'infern; publicada originalment com a Li san jiao wei zhen di yu men també coneguda com a Deadly Hands of Kung Fu) és una pel·lícula de fantasia de comèdia i superherois d'arts marcials del 1977 de Hong Kong. Bruce Lee (interpretat per Bruce Leung Siu-Lung) va a l'Inframón. Allà, al més enllà Lee coneix una sèrie d'icones de la cultura pop de les pel·lícules basades en llibres dels anys seixanta i setanta, com ara Count Dracula, James Bond 007, Zatoichi, El Padrí, L'exorcista, juntament amb el personatge eròtic Emmanuelle. L'home sense nom també apareix com a oponent. Lee  fa amistat amb The One-Armed Swordsman de l'Shaw Brothers Studio, Caine de la sèrie de Warner Brothers Television Kung Fu, i Popeye dels còmics i dibuixos animats de King Features.
La pel·lícula cap al principi dóna l'anunci de "AQUESTA PEL·LÍCULA ESTÀ DEDICADA ALS MILIONS DE QUI ESTIMEN BRUCE LEE".

## Argument
Després de la seva mort prematura, Bruce Lee (Bruce Leung Siu-Lung) es desperta i es troba a la cort reial del "Inframón". Aquí coneix el Rei de l'Inframón juntament amb els seus súbdits. En qüestionar el poder del Rei, el rei demostra el seu descontentament sacsejant un pal que pot provocar un terratrèmol a l'Inframón, cosa que fa que Bruce s'aturi.
Després Bruce va a un restaurant, on coneix is fa amistat amb Kwai Chang Caine de la sèrie de televisió Kung Fu, Fang Kang de One-Armed Swordsman i el mariner de dibuixos animats Popeye. També es troba amb una multitud criminal formada per Dràcula, James Bond, Zatoichi i Clint Eastwood, que, des de darrerament, han estat terroritzant els habitants del més enllà. Per contrarestar les freqüents onades d'atacs de la màfia, Bruce crea una escola d'arts marcials per ajudar les víctimes a defensar-se. Mentrestant, la multitud criminal de personatges de la cultura pop, que també inclou El Padrí, L'exorcista i Emmanuelle, es revela que està planejant un cop d'estat per fer-se càrrec de l'Inframón. Entre els seus plans, els personatges envien a Emmanuelle a tenir sexe energètic amb el rei faldiller amb l'esperança que tingui un atac de cor. Al mateix temps, la màfia envia Dràcula a matar Bruce Lee. El pla fracassa, deixant Dràcula mort, i Bruce Lee descobreix un conjunt de documents escrits que el seu oponent portava com a prova del moviment contra el Rei. En revelar els documents al rei, aquest expressa la seva gratitud, promocionant a Bruce com a capità de la seva guàrdia.
Bruce suporta una sèrie de batalles victorioses amb la resta d'aspirants usurpadors, posant sol fi l'intent de cop, però encara està enfadat per l'abús de poder del rei. Molt aviat, Bruce decideix enfrontar-se al rei de cara. Tanmateix, el rei és assistit pel famós heroi popular xinès Zhong Kui, que convoca una banda de dimonis per combatre Bruce. La batalla resulta difícil per a Bruce i gairebé és derrotat fins que Caine, Fang Kang i Popeye arriben a temps per ajudar-lo.
Finalment, Bruce i la companyia surten triomfants, i el rei es queda demanant clemència mentre els enfurismats civils de l'Inframón també s'acosten. El Rei ofereix a Bruce qualsevol cosa a canvi de salvar-li la vida, inclòs el tron, però Bruce rebutja l'oferta. Bruce permet al rei mantenir el seu tron, amb la condició que el deixi tornar a la Terra i ser bo amb el seu poble. El rei concedeix el desig, i Bruce és levitat de tornada a la Terra mentre tothom mira.

## Personatges

### Heroi principal
- Bruce Lee: un famós artista marcial mort que torna a viure.

### Els aliats de Lee
- Caine: Basat en el personatge de Kung Fu (sèrie de televisió).
- One-Armed Swordsman: Basat en Fang Kang de The One-Armed Swordsman.
- Popeye: Basat en el personatge de Popeye el mariner.

### Els opositors de Lee
- Dracula Basat en el personatge de Dracula (sèrie de pel·lícules Hammer).
- Emmanuelle: Basat en el personatge d' Emmanuelle.
- James Bond: Basat en el personatge de la sèrie del mateix nom.
- L'home sense nom: Basat en el personatge de la Trilogia del dòlar.
- L'exorcista: Basat en Lankester Merrin de L'exorcista.
- El Padrí: Basat en Vito Corleone de El Padrí.
- Rei de l'Inframón: Basat en rei Yama adaptat de les creences del budisme.
- Zatoichi: Basat en el personatge de la sèrie del mateix nom.
- Exèrcit d'esquelets/zombis: un homenatge a la banda d'esquelets de la sèrie japonesa tokusatsu Kamen Rider.[2]

## Repartiment
Del repartiment, Eric Tsang, que va interpretar a Popeye el mariner, ara té una exitosa carrera d'actor a la indústria cinematogràfica de Hong Kong, guanyant popularitat a la sèrie Lucky Stars  (My Lucky Stars, Twinkle, Twinkle Lucky Stars), i apareixent en diverses pel·lícules amb Jackie Chan i Sammo Hung. Més recentment, va guanyar elogis pel seu paper a la trilogia Infernal Affairs. Ha guanyat un Premis de Cinema Cavall d'Or i dos Premis de Cinema de Hong Kong.
Alexander Grand, que interpreta a James Bond, és catalogat com el "campió-boxejador d'Europa", mentre que l'actriu que interpreta Emmanuelle només apareix com "Jenny, Emmanuelle of N. Europe".

## Reacció
Molts crítics contemporanis han mostrat afecte per The Dragon Lives Again. Ningú diu que sigui una gran pel·lícula, però la majoria l'aplaudeix pel seu ridícul i surrealisme. En el seu assaig de tres parts sobre Bruceploitation per a Revista Impact, Dean Meadows va dir:
| « | The Dragon Lives Again va ser una de les més grans i més boges de totes les pel·lícules d'explotació de Bruce Lee. Amb el menys conegut Bruce Liang, va ser irònica de principi a fi amb una sinopsi que era i encara és increïble. El Petit Drac ha passat i està al purgatori anticipant el judici dels déus, mentre allà s'enreda amb una gran varietat de personatges ficticis i populars, tots esperant el seu destí individual. Bond hi és. Així és, James Bond, juntament amb el "príncep de la foscor" Dràcula i la icona eròtica, Emmanuelle. Ara, si això no era prou boig, Bruce s'uneix als seus bons amics, Kwai Chang Caine i espera que... Popeye per derrotar l'enemic! Per descomptat, el Petit Drac é una arma secreta, coneguda simplement com "la tercera pota de Bruce" (ai!). La pel·lícula estava dedicada a tots els fans del gran mestre, però encara que avui és hilarant, el públic no veuria l'humor en el moment de la seva estrena". | » |

En una ressenya de Film Threat, Phil Hall va concedir a la pel·lícula quatre estrelles d'un total de cinc possibles:
| « | "Què té tot això a veure amb el llegat de Bruce Lee mai està del tot clar. Però quan tens un escenari en què Clint Eastwood i James Bond intenten fer-se càrrec d'un purgatori xinès i Bruce Lee demana a Popeye el mariner que l'ajudi a salvar el dia (sense comptar l'interludi perquè el repartiment parli sobre el penis de Bruce Lee!), sembla que el pensament convincent i coherent no està en la llista de prioritats. The Dragon Lives Again probablement molestarà els entusiastes de les pel·lícules d'arts marcials i els fanàtics acèrrims de Bruce Lee, però oferirà una diversió infinita per a aquells que gaudeixen mirant pel·lícules boges mentre omplen els seus sistemes amb interminables tasses de cervesa o bombolles d'herba." | » |